# Аккойли
Аккойли́ (каз. Аққойлы) — село у складі Ордабасинського району Туркестанської області Казахстану. Входить до складу Шубарського сільського округу.
Населення — 350 осіб (2021; 344 у 2009, 298 у 1999, 218 у 1989).